# Funeral Song
Funeral Song – czwarty singel, z piątego albumu fińskiego zespołu The Rasmus – Dead Letters.

## Teledysk
Teledysk wyreżyserowali Nicolas Fronda i Fredrik Löfberg (Baranga Film). Nagrywany w Sztokholmie
Dzięki niemu zespół wygrał nagrodę na MTV Europe Music Awards 2004 za najlepszy teledysk i drugie miejsce na Muuvi-Gaala w 2005.

## Lista utworów singla
CD single
1. „Funeral Song” – 3:21
2. „If You Ever”

Maxi single
1. „Funeral Song” – 3:21
2. „If You Ever”
3. „Everything You Say”

## Pozycje na listach
| Lista przebojów | Najwyższa pozycja |
| --------------- | ----------------- |
| Finlandia       | 2                 |
| Szwajcaria      | 54                |
| Austria         | 32                |